# NGC 6752
NGC 6752 (другие обозначения — GCL 108, ESO 141-SC30) — шаровое скопление в созвездии Павлин. Оно является третьим по яркости на небе после Омеги Центавра и 47 Тукана. Оно было открыто английским астрономом Джеймсом Данлопом 30 июня 1826 года. Этот объект входит в число перечисленных в оригинальной редакции «Нового общего каталога».

## Характеристики
NGC 6752 — одно из немногочисленных звёздных скоплений, которое видно невооружённым глазом. Наблюдать его можно в южном полушарии. На небе его можно найти в северной части созвездия Павлина, между звёздами HD 177901 и HD 178085.
В сферическом скоплении NGC 6752 в 30 млн световых лет от Солнца находится карликовая галактика Бедин 1 (Bedin 1) диаметром 3000 св. лет.